# کاپیم برانکو
کاپیم برانکو (به پرتغالی: Capim Branco) یک منطقهٔ مسکونی در برزیل است که در میناز ژرایس واقع شده‌است. کاپیم برانکو ۹٬۸۲۶ نفر جمعیت دارد.